# Испания на зимних Олимпийских играх 2010
Испания на зимних Олимпийских играх 2010 была представлена 18 спортсменами в четырёх видах спорта.

## Результаты соревнований

### Биатлон
Женщины
| Соревнование         | Спортсмены       | Стрельба | Результат | Место |
| -------------------- | ---------------- | -------- | --------- | ----- |
| Спринт               | Виктория Падьяль | 1+1      | 24:55,5   | 87    |
| Индивидуальная гонка | Виктория Падьяль | 1+4+0+3  | 56:41,8   | 86    |

### Лыжные виды спорта

#### Горнолыжный спорт
Мужчины
| Соревнование      | Спортсмены        | Скоростной спуск/ 1 спуск | Слалом/ 2 спуск | Всего   | Место |
| ----------------- | ----------------- | ------------------------- | --------------- | ------- | ----- |
| Скоростной спуск  | Ферран Терра      |                           |                 | 1:58,85 | 44    |
| Скоростной спуск  | Паул де ла Куэста |                           |                 | 1:59,84 | 51    |
| Суперкомбинация   | Ферран Терра      | 1:56,12                   | DNF             | —       | —     |
| Супергигант       | Ферран Терра      |                           |                 | 1:32,75 | 27    |
| Супергигант       | Паул де ла Куэста |                           |                 | 1:34,03 | 35    |
| Гигантский слалом | Паул де ла Куэста | 1:20,06                   | 1:23,16         | 2:43,22 | 32    |
| Гигантский слалом | Ферран Терра      | DNF                       | —               | —       | —     |

Женщины
| Соревнование      | Спортсмены             | 1 спуск | 2 спуск | Всего   | Место |
| ----------------- | ---------------------- | ------- | ------- | ------- | ----- |
| Скоростной спуск  | Каролина Руис Кастильо |         |         | 1:47,62 | 15    |
| Супергигант       | Каролина Руис Кастильо |         |         | 1:23,05 | 18    |
| Супергигант       | Андреа Харди           |         |         | DNF     | —     |
| Гигантский слалом | Каролина Руис Кастильо | 1:19,17 | 1:15,90 | 2:35,07 | 34    |
| Гигантский слалом | Мария Хосе Рьенда      | 1:21,22 | 1:16,23 | 2:37,45 | 38    |
| Гигантский слалом | Андреа Харди           | 1:20,41 | DNF     | —       | —     |
| Слалом            | Андреа Харди           | DNF     | —       | —       | —     |

#### Лыжные гонки
Мужчины
Дистанция
| Соревнование           | Спортсмен         | Результат | Место |
| ---------------------- | ----------------- | --------- | ----- |
| 15 км свободным стилем | Висенс Виларрубла | 36:22,7   | 53    |
| 15 км свободным стилем | Диего Руис        | 37:31,8   | 65    |
| 15 км свободным стилем | Хавьер Гутьеррес  | 37:55,7   | 69    |
| Гонка преследования    | Висенс Виларрубла | 1:19:48,2 | 31    |
| Гонка преследования    | Хавьер Гутьеррес  | 1:22:20,4 | 40    |
| Масс-старт             | Висенс Виларрубла | 2:13:33,8 | 40    |
| Масс-старт             | Диего Руис        | 2:17:49,8 | 44    |
| Масс-старт             | Хавьер Гутьеррес  | DNF       | —     |

Женщины
Дистанция
| Соревнование           | Спортсмены | Результат | Место |
| ---------------------- | ---------- | --------- | ----- |
| 10 км свободным стилем | Лаура Орге | 27:09,4   | 38    |
| Гонка преследования    | Лаура Орге | 42:38,3   | 27    |

#### Сноуборд
Хафпайп
| Соревнование | Спортсмены        | Квалификация | Квалификация | Квалификация | Полуфинал | Полуфинал | Полуфинал | Финал     | Финал     | Финал     |
| Соревнование | Спортсмены        | 1 спуск      | 2 спуск      | Место        | 1 спуск   | 2 спуск   | Место     | 1 спуск   | 2 спуск   | Место     |
| ------------ | ----------------- | ------------ | ------------ | ------------ | --------- | --------- | --------- | --------- | --------- | --------- |
| Мужчины      | Рубен Верхес      | 9,4          | 19,5         | 15           | не прошёл | не прошёл | не прошёл | не прошёл | не прошёл | не прошёл |
| Женщины      | Керальт Кастельет | 44,3         | 19,9         | 3            |           |           |           | DNS       | DNS       | 12        |

Бордеркросс
| Соревнование | Спортсмены      | Квалификация | Квалификация | 1/8 финала | Четвертьфинал | Полуфинал | Финал     | Место |
| Соревнование | Спортсмены      | Результат    | Место        | 1/8 финала | Четвертьфинал | Полуфинал | Финал     | Место |
| ------------ | --------------- | ------------ | ------------ | ---------- | ------------- | --------- | --------- | ----- |
| Мужчины      | Рехино Эрнандес | 1:25,90      | 31           | 4          | не прошёл     | не прошёл | не прошёл | 31    |
| Мужчины      | Хорди Фонт      | DNF/DNS      | —            | не прошёл  | не прошёл     | не прошёл | не прошёл | —     |

#### Фристайл
Ски-кросс
| Соревнование | Спортсмены     | Квалификация | Квалификация | 1/8 финала | Четвертьфинал | Полуфинал | Финал     |
| Соревнование | Спортсмены     | Результат    | Место        | 1/8 финала | Четвертьфинал | Полуфинал | Финал     |
| ------------ | -------------- | ------------ | ------------ | ---------- | ------------- | --------- | --------- |
| Женщины      | Росио Дельгадо | 1:22,67      | 31           | 3          | не прошла     | не прошла | не прошла |

### Скелетон
| Соревнование | Спортсмены      | 1 заезд   | 1 заезд | 2 заезд   | 2 заезд | 3 заезд   | 3 заезд | 4 заезд   | 4 заезд | Итоговый результат | Итоговое место |
| Соревнование | Спортсмены      | Результат | Место   | Результат | Место   | Результат | Место   | Результат | Место   | Итоговый результат | Итоговое место |
| ------------ | --------------- | --------- | ------- | --------- | ------- | --------- | ------- | --------- | ------- | ------------------ | -------------- |
| Мужчины      | Андер Мирамбель | 54,77     | 25      | 54,59     | 25      | 54,26     | 22      |           |         | 2:43,62            | 24             |

### Фигурное катание
| Соревнование              | Спортсмены       | Короткая программа | Короткая программа | Произвольная программа | Произвольная программа | Всего     | Всего |
| Соревнование              | Спортсмены       | Результат          | Место              | Результат              | Место                  | Результат | Место |
| ------------------------- | ---------------- | ------------------ | ------------------ | ---------------------- | ---------------------- | --------- | ----- |
| Мужское одиночное катание | Хавьер Фернандес | 68,69              | 16                 | 137,99                 | 10                     | 206,68    | 14    |
| Женское одиночное катание | Соня Лафуэнте    | 49,74              | 22                 | 83,77                  | 21                     | 133,51    | 22    |